# Anna Cederberg-Orreteg
Anna Margareta Cederberg Orreteg, född 25 februari 1958 i Hässelby församling, Stockholms stad, är en svensk tonsättare, pianist, sångare och kördirigent.
Som tonsättare har Cederberg-Orreteg en omfattande produktion framför allt av vokalmusik för barn och ungdomar. Hon har varit sångare i vokalgruppen À la carte 1988–1999 och i Storkyrkans kör.
Anna Cederberg-Orreteg blev invald i Föreningen svenska tonsättare 2006.

## Priser och utmärkelser
- 2005 – Årets barn- och ungdomskörledare

## Verkförteckning
- Min finaste sten för tvåstämmig barnkör och piano till text av tonsättaren.
- Höstbitar för blandad kör och piano till text av tonsättaren (1991, Gehrmans)
  1. Regnet viskar
  2. ensommartröst
  3. Äppeltider
- Staden vaknar, kanon för röster och piano till text av Maria Cederberg-Rydén (1996)
- Är kärleken för damkör a cappella till text av Maria Cederberg-Rydén (1996)
- Musik för barnkör och blandad kör till text av Maria Cederberg-Rydén (1999)
- Dona nobis pacem för 8-stämmig damkör a cappella (2000)
- En ängel berättar, julspel för barn och ungdomar, för recitation, barnkör/ungdomskör, piano/ensemble till text av Maria Cederberg-Rydén, arrangör: Anna Högberg (2000)
  1. Det ligger ett barn i krubban
  2. Marias tankar
  3. Josefs sång
  4. Åsnans väg
  5. Herdarnas sång
  6. Kamelens funderingar
  7. Herodes ord
  8. De vise männens gåvor
  9. Hör! Änglarna sjunger
- Lussetid & julefrid, Lucia- och julsånger för blandad kör a cappella (2000)
  1. ”Sankta Lucia” (text av Sigrid Elmblad)
  2. ”God morgon” (visa från Skultuna bruk)
  3. ”Se god morgon” (från Västmanland)
  4. ”Staffansvisa” (trad)
  5. ”The Christmas Song” (Mel Tormé och Robert Wells)
  6. ”Ding dong” (trad)
- Våren år Vår! för diskantkör och piano till text av tonsättaren (2000)
- Du för diskantkör och kontrabas till text av Anna Högberg (2001)
- Skisser fyra a cappellakörer för blandad kör till text av Pär Lagerkvist (2001)
  1. ”Nu är det sommarmorgon”
  2. ”Du människa som står vid stranden av mig”
  3. ”Fågelunge lyft din vinge”
  4. ”Gissa din gåta, lillebror”
- Advent för lika röster och piano till text av tonsättaren (2002)
- Intåg i Högsommarland eller Polska på gång för blandad kör med eller utan instrument till text av tonsättaren (2002)
- Se juni sträcker ut sin hand för blandad kör a cappella till text av Bo Setterlind (2002)
- Och frid på jorden för barnkör och harpa till biblisk text (2003)
- Missa brevis för damkör a cappella (2004)
- Mässa i staden för blandad kör, orgel, vibrafon och slagverk till text av Christina Lövestam. Användes vid återinvigningen av Storkyrkan i Stockholm maj 2010. (2006)
- Som den lätta vinden trestämmig med piano, med text av Christina Lövestam. (2005)
- Sakta nalkas gryning för damkör a cappella till text av Elisabeth Asker (2011)
- Sonnet 8 - Music to hear för blandad kör SATB och Klarinett i Bb till text av William Shakespeare. Cantando Musikkforlag (2009)
- Tillsammans, liten svit för stora och små för blandad kör, barnkör, vibrafon och slagverk (2014)
- Utan vänner stannar jorden, är en sång för sopran och alt med piano, till text av Maria Cederberg-Rydén. Stycket är tillägnat Daniela Nyströ. (2015)